# Maryanthe Malliaris
Maryanthe Elizabeth Malliaris est une mathématicienne américaine, professeure associée de mathématiques à l'Université de Chicago, et spécialisée en théorie des modèles.

## Enfance et formation
Malliaris est la fille de Anastasios G. (Tassos) Malliaris, économiste à l'Université Loyola de Chicago, et de Mary E. Malliaris, professeure de systèmes d'information à Loyola.
Alors étudiante de premier cycle au Harvard College, Malliaris écrit pour le Crimson d'Harvard, contribue à une biographie du sociologue polonais Zygmunt Bauman pour l'Encyclopédie du Postmodernisme, et a travaillé pour une startup nommée Zappe.
Elle obtient son diplôme de Harvard en 2001, avec une concentration en mathématiques, et a obtenu son Ph. D. en 2009 à l'université de Californie à Berkeley, sous la supervision de Thomas Scanlon. Sa thèse est intitulée Persistence and Regularity in Unstable Model Theory.

## Recherches
Dans sa thèse de doctorat et postdoctorat, Malliaris étudie la théorie des modèles instables et sa connexion, via des suites caractéristiques, à des concepts de la théorie des graphes tels que le lemme de régularité de Szemerédi.
Elle est également connue pour deux articles co-écrits avec Saharon Shelah, reliant la topologie, la théorie des ensembles, et la théorie des modèles,.
Dans ce travail, pour lequel ils ont reçu la médaille Hausdorff en 2017, ils apportent une contribution significative à un problème de théorie des ensembles vieux de 70 ans et relié à l'hypothèse du continu : ils montrent l'égalité des cardinaux de deux ensembles, 𝖕 et 𝖙, dont le cardinal est plus grand que celui des nombres entiers mais plus petit ou égal à celui des réels,. Malliaris et Shelah utilisent l'ordre de Keisler, une construction issue de la théorie des modèles, pour prouver cette égalité. Leurs travaux ont également permis de résoudre un autre problème concernant les théories maximales pour l'ordre de Keisler.

## Prix et distinctions
Malliaris reçoit le Prix Kurt Gödel de la Recherche en 2010 pour son travail en théorie des  modèles instables.
En 2017, elle et Saharon Shelah partagent la médaille Hausdorff de la Société européenne de théorie des ensembles pour leurs articles conjoints.
Elle est conférencière invitée en 2018 au Congrès international des mathématiciens à Rio.
En 2017 elle travaille à l'Institute for Advanced Study.

## Sélection de publications
- Hypergraph sequences as a tool for saturation of ultrapowers,  J Symb Logic, vol 77, 2012, p. 195–223
- Independence, order, and the interaction of ultrafilters and theories, Ann Pure Appl Logic, vol 163, 2012, p. 1580–1595.
- avec Shelah: A dividing line within simple unstable theories, Advances in Mathematics, vol 249, 2013, p. 250–288, Arxiv
- avec Shelah: Regularity lemmas for stable graphs,  Trans. Amer. Math Soc, vol 366, 2014, p. 1551–1585, Arxiv
- avec Shelah: Constructing regular ultrafilters from a model-theoretic point of view,  Trans. Amer. Math. Soc., vol 367, 2015, p. 8139–8173, Arxiv
- avec Shelah: Keislers order has infinitely many classes, Arxiv 2015